# Кондратов, Василий Михайлович
Васи́лий Миха́йлович Кондра́тов (12 февраля 1935, с. Лепня, Горьковская область — 12 апреля 2012, Киров) — советский и российский учёный-металловед, президент Вятского государственного университета, доктор технических наук, профессор (1980).
Автор свыше 120 научных работ в области создания материалов с оптимальным комплексом демпфирующих и физико-механических свойств.

## Биография
Окончил Горьковский политехнический институт (1960). Работал мастером, ст. мастером, нач. цеха Кировского завода «Сельмаш» (1960—1962). В 1962—1966 — аспирант, научный сотрудник Уральского политехнического института. С 1966 — в Кировском политехническом институте (ныне Вятский государственный университет): научный сотрудник, ст. преподаватель, с 1968 проректор, с 1981 ректор, зав. кафедрой металловедения и технологии материалов, с 2005 по 2012 годы президент университета.

## Награды и звания
- Орден «За заслуги перед Отечеством» IV степени
- Орден Почёта (2002)
- Заслуженный работник высшей школы Российской Федерации
- Заслуженный деятель науки и техники РФ (1993)
- Член-корреспондент Инженерной Академии России, председатель Вятского филиала
- Академик Международной академии наук экологии и безопасности жизнедеятельности (1996)
- Почётный гражданин города Кирова (1998)[1]
- Почётный гражданин Кировской области (2003)